# Золтан Гера
Золтан Гера (угор. Gera Zoltán, нар. 22 квітня 1979, Печ) — угорський футболіст, півзахисник.
Виступав на батьківщині за клуби «Печ» та «Ференцварош», а також значну частину кар'єри провів в Англії, де грав за «Вест-Бромвіч Альбіон» та «Фулгем». Також протягом тривалого часу виступає за національну збірну Угорщини, а з 2004 року є її капітаном.

## Клубна кар'єра
Народився 22 квітня 1979 року в місті Печ. Вихованець футбольної школи клубу Pécsi Bőrgyár.
У дорослому футболі дебютував 1996 року виступами за команду «Харкань», де провів один сезон, після чого став гравцем команди «Печ» з рідного міста, кольори якого і захищов три сезони у другому дивізіоні. На початку 2000 року «Печ» прямо посеред сезону зайняв місце збанкрутілого клубу «Гажзер» і другу половину сезону 1999/00 Гера з партнерами провів в елітному дивізіоні.

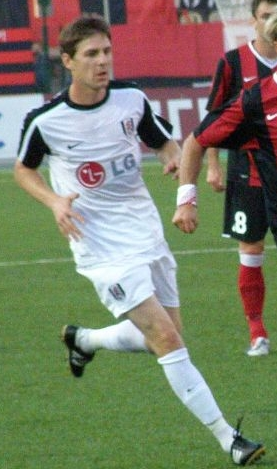
Золтан Гера під час виступів за «Фулгем». 27 серпня 2009 року.

Своєю грою Золтан привернув увагу представників тренерського штабу клубу «Ференцварош», до складу якого приєднався в липні 2000 року на правах вільного агента. Відіграв за клуб з Будапешта наступні чотири сезони своєї ігрової кар'єри. Більшість часу, проведеного у складі «Ференцвароша», був основним гравцем команди і виграв за цей час два ніціональних чемпіонати і два куби Угорщини. Крім того, у 2002, 2004 і 2005 роках Гера визнавався найкращим гравцем Угорщини.
30 липня 2004 року уклав трирічний контракт з англійським клубом «Вест-Бромвіч Альбіон», який заплатив 1,5 млн фунтів. Новий клуб угорця боровся за виживання, і якщо за підсумками сезону 2004/05 йому вділося зайняти останнє рятівне місце, то наступного року клуб зайняв 19 місце і вилетів з Прем'єр-ліги. Тим не менш Золтан продовжив виступи за клуб і сезоні 2007/08 допоміг команді виграти Чемпіоншіп та повернутись в еліту.
Проте 9 червня 2008 року Гера не став підписувати новий контракт із «Вест Бромом», і 11 червня 2008 року як вільний агент підписав трирічний контракт з «Фулгемом». Тренерським штабом нового клубу угорець також розглядався як гравець «основи» і у сезоні 2009/10 від допоміг «дачникам» дійти до фіналу Ліги Європи. У вирішальному матчі проти мадридського «Атлетіко» Гера провів на полі усю гру, проте іспанці здобули перемогу 2:1 в овертаймі.
У березні 2011 року Гера заявив, що має намір покинути «Фулгем» після закінчення сезону і влітку отримав статус вільного агента. Після цього колишній менеджер «Фулгема» Рой Годжсон, який очолив «Вест-Бромвіч Альбіон», запропонував Гері контракт. Угорець погодився на запрошенні і повернувся до складу «дроздів», підписавши дворічний контракт. 14 серпня 2013 року продовжив контракт з «Вест Бромвічем» ще на один рік, після чого покинув клуб.
Влітку 2014 року Гера повернувся на батьківщину, де знову став виступати за «Ференцварош». Відтоді встиг відіграти за клуб з Будапешта 41 матч в національному чемпіонаті і в сезоні 2014/15 виграв з командою кубок і суперкубок Угорщини.

## Виступи за збірну
13 лютого 2002 року дебютував в офіційних матчах у складі національної збірної Угорщини в грі проти збірної Швейцарії, яка завершилася поразкою угорців з рахунком 2:1. Свій перший гол за національну команду Гера забив у матчі проти збірної Сан-Марино 16 жовтня 2002 року, відзначившись у матчі хет-триком.
У 2004 році Гера був обраний капітаном збірної Угорщини. Вперше одягнув капітанську пов'язку 19 лютого в матчі проти збірної Латвії (2:1).
Перед матчем 14 жовтня 2009 року проти збірної Данії Гера запізнився на збір команди і був виключений з команди тренером Ервіном Куманом. Після цього інциденту Гера вирішив піти зі збірної.
23 липня 2010 року була призначена нова рада Угорської Футбольної Федерації на чолі з президентом Шандором Чаньї, який розірвав контракт з Куманом і призначив Шандора Егерварі головним тренером. Після особистої бесіди з Егерварі, Гера повернувся в збірну. Перший матч після повернення він провів 11 серпня 2010 року проти збірної Англії (1:2).
У відборі на Євро-2016 Гера зіграв у 9 матчах збірної (1 гол), в тому числі і в одній грі плей-оф, і допоміг своїй збірній кваліфікуватися на чемпіонат Європи вперше з 1972 року.
Наразі провів у формі головної команди країни 85 матчів, забивши 24 голи.

## Статистика виступів

### Статистика клубних виступів
| Сезон                            | Клуб                             | Чемпіонат                        | Чемпіонат | Чемпіонат | Національний кубок | Національний кубок | Національний кубок | Континентальні кубки | Континентальні кубки | Континентальні кубки | Суперкубки | Суперкубки | Суперкубки | Усього | Усього |
| Сезон                            | Клуб                             | Ліга                             | Ігор      | Голів     | Ліга               | Ігор               | Голів              | Ліга                 | Ігор                 | Голів                | Ліга       | Ігор       | Голів      | Ігор   | Голів  |
| -------------------------------- | -------------------------------- | -------------------------------- | --------- | --------- | ------------------ | ------------------ | ------------------ | -------------------- | -------------------- | -------------------- | ---------- | ---------- | ---------- | ------ | ------ |
| 1997-98                          | «Печ»                            | НБ II                            | 25        | 2         | КУ+КЛ              | 0+0                | 0                  | —                    | —                    | —                    | —          | —          | —          | 25     | 2      |
| 1998-99                          | «Печ»                            | НБ II                            | 31        | 8         | КУ+КЛ              | 0+0                | 0                  | —                    | —                    | —                    | —          | —          | —          | 31     | 8      |
| 1999-00                          | «Печ»                            | НБ II                            | 16        | 5         | КУ+КЛ              | 0+0                | 0                  | —                    | —                    | —                    | —          | —          | —          | 16     | 5      |
| 1999-00                          | «Печ»                            | НБ I                             | 15        | 4         | КУ+КЛ              | 0+0                | 0                  | —                    | —                    | —                    | —          | —          | —          | 15     | 4      |
| Усього за «Печ»                  | Усього за «Печ»                  | Усього за «Печ»                  | 87        | 19        |                    | 0                  | 0                  |                      | —                    | —                    |            | —          | —          | 87     | 19     |
| 2000-01                          | «Ференцварош»                    | НБ I                             | 32        | 7         | КУ+КЛ              | 0+0                | 0                  | —                    | —                    | —                    | —          | —          | —          | 32     | 7      |
| 2001-02                          | «Ференцварош»                    | НБ I                             | 27        | 8         | КУ+КЛ              | 0+0                | 0                  | КУЄФА                | 2                    | 0                    | —          | —          | —          | 29     | 8      |
| 2002-03                          | «Ференцварош»                    | НБ I                             | 26        | 6         | КУ+КЛ              | 3+0                | 0                  | КУЄФА                | 6                    | 1                    | —          | —          | —          | 35     | 7      |
| 2003-04                          | «Ференцварош»                    | НБ I                             | 30        | 11        | КУ+КЛ              | 4+0                | 5                  | КУЄФА                | 3                    | 1                    | —          | —          | —          | 37     | 17     |
| 2004-05                          | «Ференцварош»                    | НБ I                             | 0         | 0         | КУ+КЛ              | 0+0                | 0                  | КУЄФА                | 1                    | 0                    | —          | —          | —          | 1      | 0      |
| 2004-05                          | «Вест-Бромвіч Альбіон»           | ПЛ                               | 38        | 6         | КА+КЛ              | 3+1                | 0                  | —                    | —                    | —                    | —          | —          | —          | 42     | 6      |
| 2005-06                          | «Вест-Бромвіч Альбіон»           | ПЛ                               | 15        | 2         | КА+КЛ              | 1+0                | 1                  | —                    | —                    | —                    | —          | —          | —          | 16     | 3      |
| 2006-07                          | «Вест-Бромвіч Альбіон»           | Ч (ІІ)                           | 43+3      | 5+0       | КА+КЛ              | 3+2                | 1+0                | —                    | —                    | —                    | —          | —          | —          | 51     | 6      |
| 2007-08                          | «Вест-Бромвіч Альбіон»           | Ч (ІІ)                           | 43        | 8         | КА+КЛ              | 5+1                | 1+1                | —                    | —                    | —                    | —          | —          | —          | 49     | 10     |
| 2008-09                          | «Фулгем»                         | ПЛ                               | 32        | 2         | КА+КЛ              | 4+2                | 0+1                | —                    | —                    | —                    | —          | —          | —          | 38     | 3      |
| 2009-10                          | «Фулгем»                         | ПЛ                               | 27        | 2         | КА+КЛ              | 4+1                | 1+1                | ЛЄ                   | 18                   | 6                    | —          | —          | —          | 50     | 10     |
| 2010-11                          | «Фулгем»                         | ПЛ                               | 27        | 1         | КА+КЛ              | 3+2                | 1+2                | —                    | —                    | —                    | —          | —          | —          | 32     | 4      |
| Усього за «Фулгем»               | Усього за «Фулгем»               | Усього за «Фулгем»               | 86        | 5         |                    | 16                 | 6                  |                      | 18                   | 6                    |            | —          | —          | 120    | 17     |
| 2011-12                          | «Вест-Бромвіч Альбіон»           | ПЛ                               | 3         | 0         | КА+КЛ              | 0+0                | 0                  | —                    | —                    | —                    | —          | —          | —          | 3      | 0      |
| 2012-13                          | «Вест-Бромвіч Альбіон»           | ПЛ                               | 16        | 4         | КА+КЛ              | 1+1                | 0                  | —                    | —                    | —                    | —          | —          | —          | 18     | 4      |
| 2013-14                          | «Вест-Бромвіч Альбіон»           | ПЛ                               | 14        | 0         | КА+КЛ              | 1+0                | 0                  | —                    | —                    | —                    | —          | —          | —          | 15     | 0      |
| Усього за «Вест-Бромвіч Альбіон» | Усього за «Вест-Бромвіч Альбіон» | Усього за «Вест-Бромвіч Альбіон» | 172       | 25        |                    | 19                 | 4                  |                      | —                    | —                    |            | —          | —          | 191    | 29     |
| 2014-15                          | «Ференцварош»                    | НБ I                             | 26        | 3         | КУ+КЛ              | 3+0                | 0                  | ЛЄ                   | 1                    | 0                    | —          | —          | —          | 30     | 3      |
| 2015-16                          | «Ференцварош»                    | НБ I                             | 15        | 2         | КУ+КЛ              | 0+0                | 0                  | ЛЄ                   | 4                    | 2                    | СУ         | 0          | 0          | 19     | 4      |
| Усього за «Ференцварош»          | Усього за «Ференцварош»          | Усього за «Ференцварош»          | 156       | 37        |                    | 10                 | 5                  |                      | 17                   | 4                    |            | 0          | 0          | 183    | 46     |
| Усього за кар'єру                | Усього за кар'єру                | Усього за кар'єру                | 501       | 86        |                    | 45                 | 15                 |                      | 35                   | 10                   |            | —          | —          | 581    | 111    |

## Досягнення

### Клубні
- Чемпіон Угорщини (4):

«Ференцварош»:  2000–01, 2002–03, 2003–04, 2015–16
- Володар Кубка Угорщини (5):

«Ференцварош»:  2002–03, 2003–04, 2014–15, 2015–16, 2016–17
- Володар Кубка угорської ліги (1):

«Ференцварош»:  2014–15
- Володар Суперкубка Угорщини (1):

«Ференцварош»:  2015
- Переможець Чемпіонату футбольної ліги: 2007/08
- Фіналіст Ліги Європи: 2009/10

### Особисті
- Футболіст року в Угорщині: 2002, 2004, 2005
- Футболіст року в Чемпіонаті футбольної ліги: 2007/08. (The Guardian)
- Найкращий гравець «Фулгема»: 2009/10